# Zamek w Podzameczku
Zamek w Podzameczku – zbudowany około 1600 r. przez Jana Krzysztofa Buczackiego-Tworowskiego herbu  Pilawa, jako twierdza wspierająca obronę zamku w Buczaczu.

## Historia
Warownia była wielokrotnie niszczona i odbudowywana. W 1672 r. zamek został zniszczony przez wojska tureckie i nie został już odbudowany. Był zamieszkiwany do końca XVIII w.

## Architektura
W 1600 r. założony został na planie zbliżonym do trójkąta prostokątnego według obrysu murów obronnych wzniesionych z czerwonego piaskowca. W każdym rogu znajduje się bastion, tam też były pomieszczenia mieszkalne. W rogu od strony północnej przy bastionie wzmocnionym dwiema skarpami stał główny budynek mieszkalny z potężną pięcioboczną basztą od zachodu. Dwukondygnacyjny budynek był  murowany. W rogu od strony południowej między flankującymi: bastionem i pięcioboczną wieżą znajduje się wjazd przez budynek bramy na duży dziedziniec. 
Brama
Nad bramą, od góry znajdował się herb Pilawa Tworowskich Buczackich podtrzymywany przez dwa anioły. Poniżej umieszczona jest tablica z sentencją w j. łac. SUSTINE ET ABSTINE (Wytrwałość i powściągliwość) i prawie niewidoczny podpis JAN ZBOŻNY BUCZACKI. Pod nią kartusz z herbem zawierającym w tarczy trzy strzały między literami AB. Jest on podtrzymywany przez dwa lwy, opierające przednie łapy na postumentach po bokach płyciny (tablicy) z słabo czytelnym napisem  w j. łac. POLYPOTENTE OBTINE 1600 AUGUST (Plenipotencje otrzymał (w) sierpniu 1600). Natomiast tylne łapy lwów spoczywają na głowach. Pod tablicą centralnie maszkaron jako agrafa. Całe założenie otoczone jest murem obronnym z licznymi strzelnicami a dostępu do zamku broniły dawniej także wały i fosy. Obecnie przetrwały ruiny budowli.

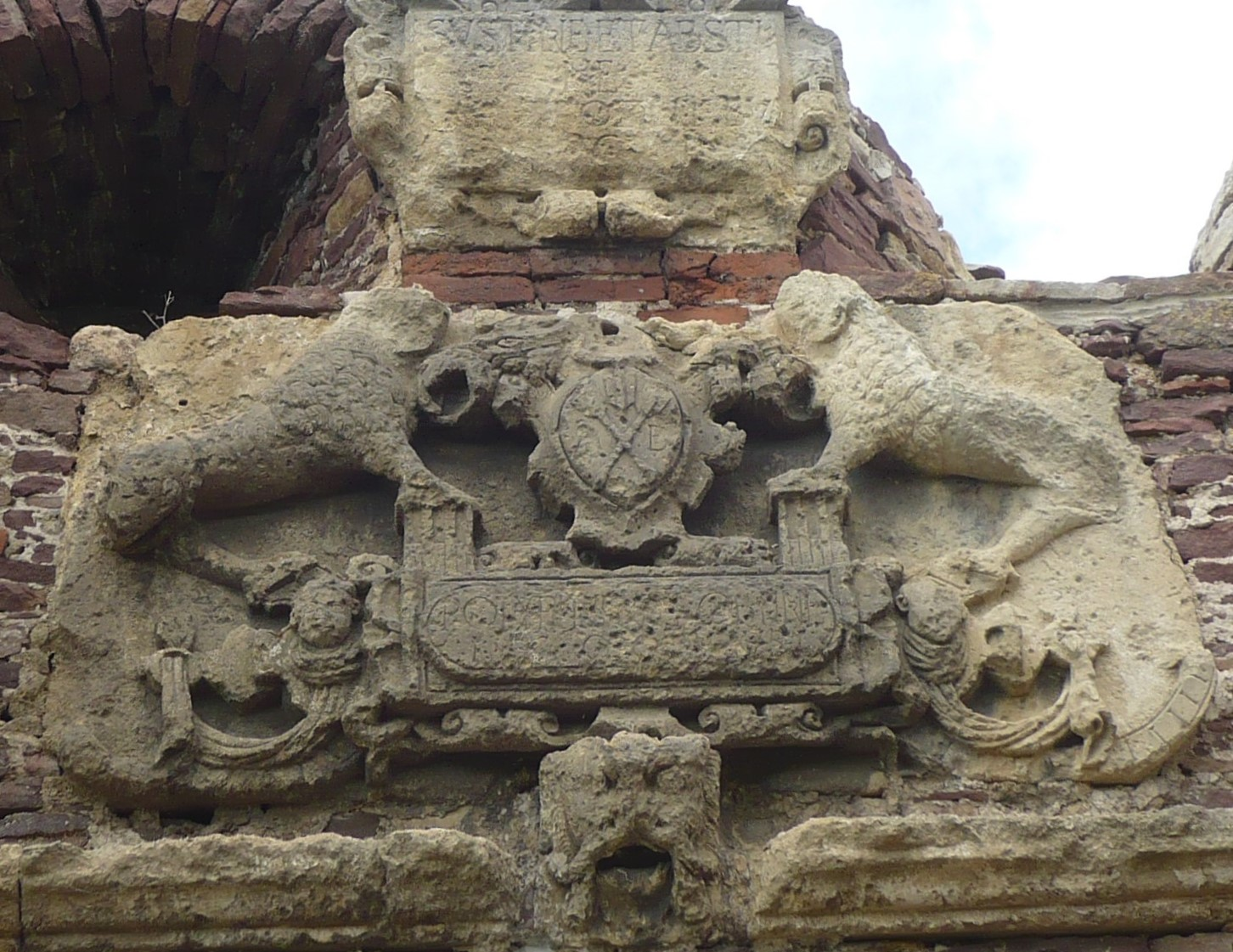
Pozostałości tablicy z sentencją
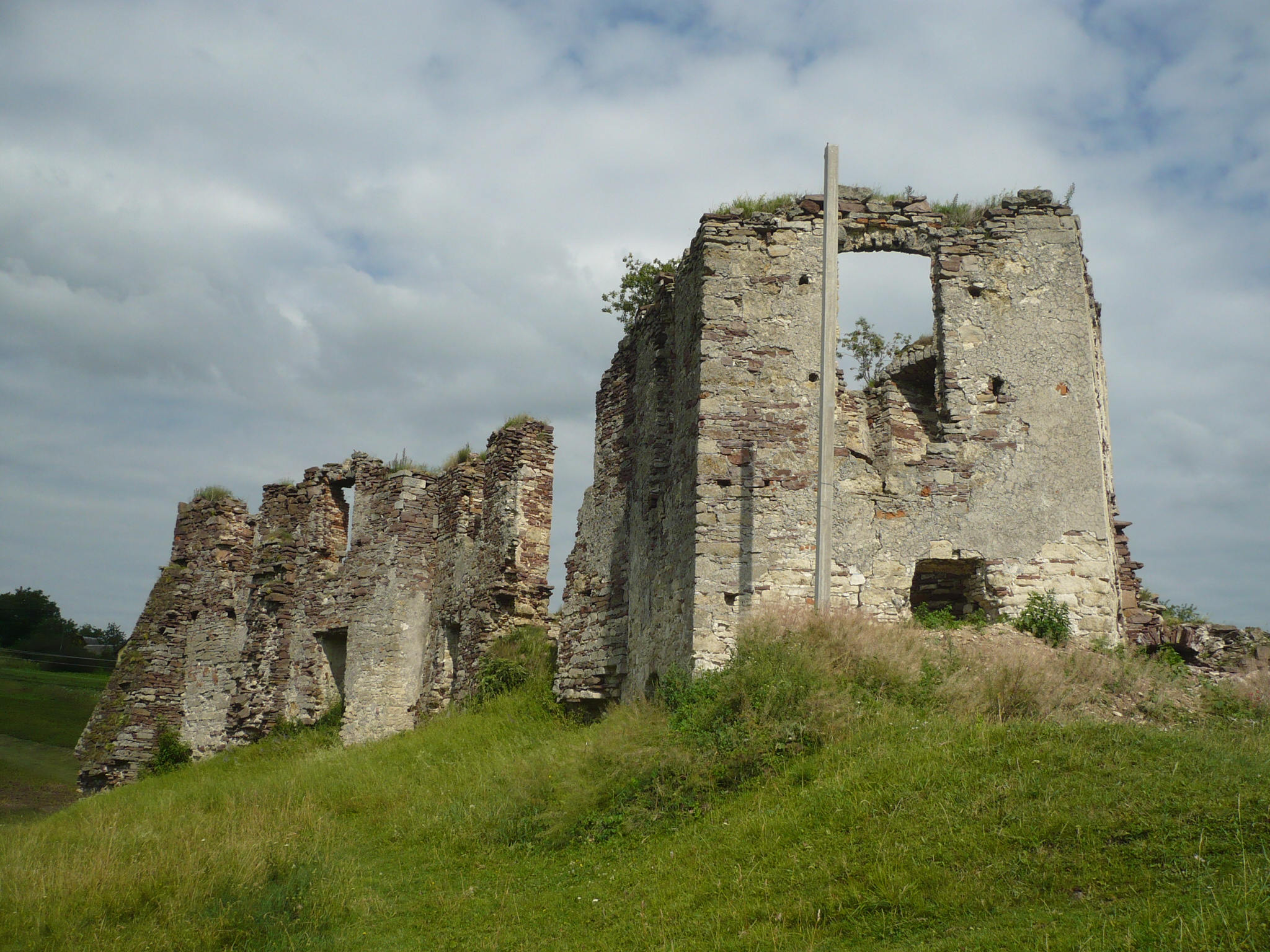
Zamek
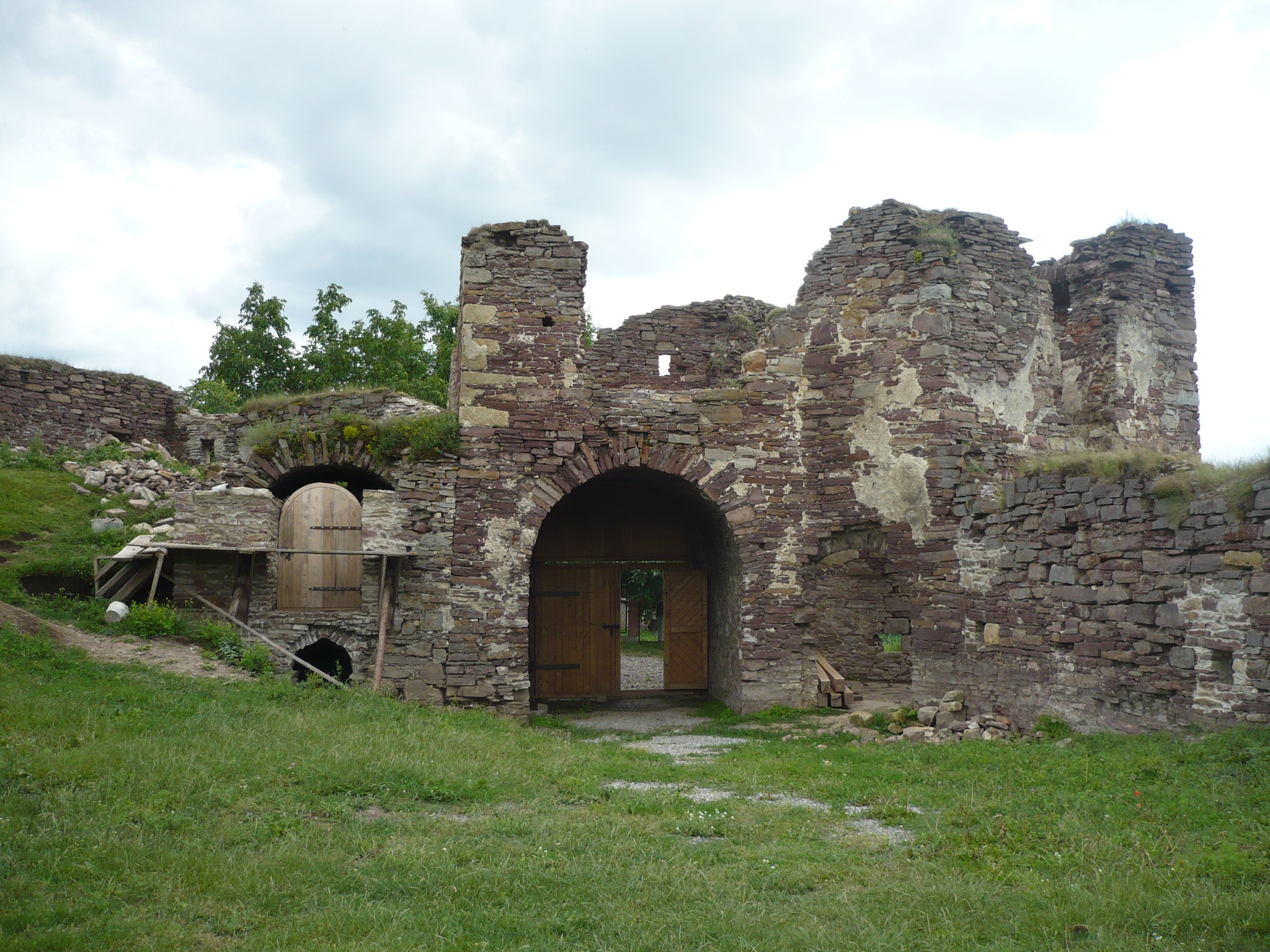
Zamek
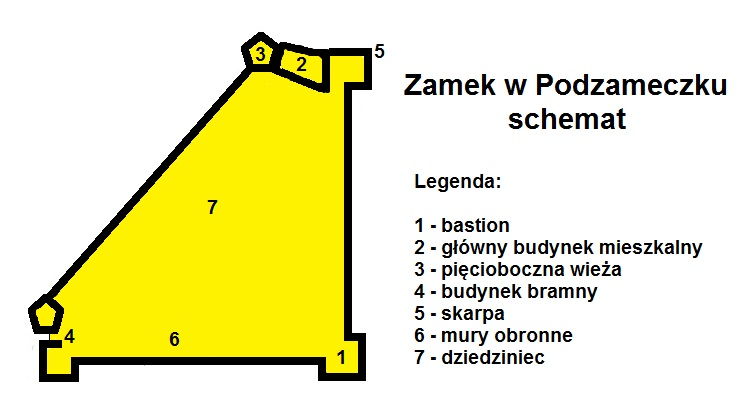
Schemat
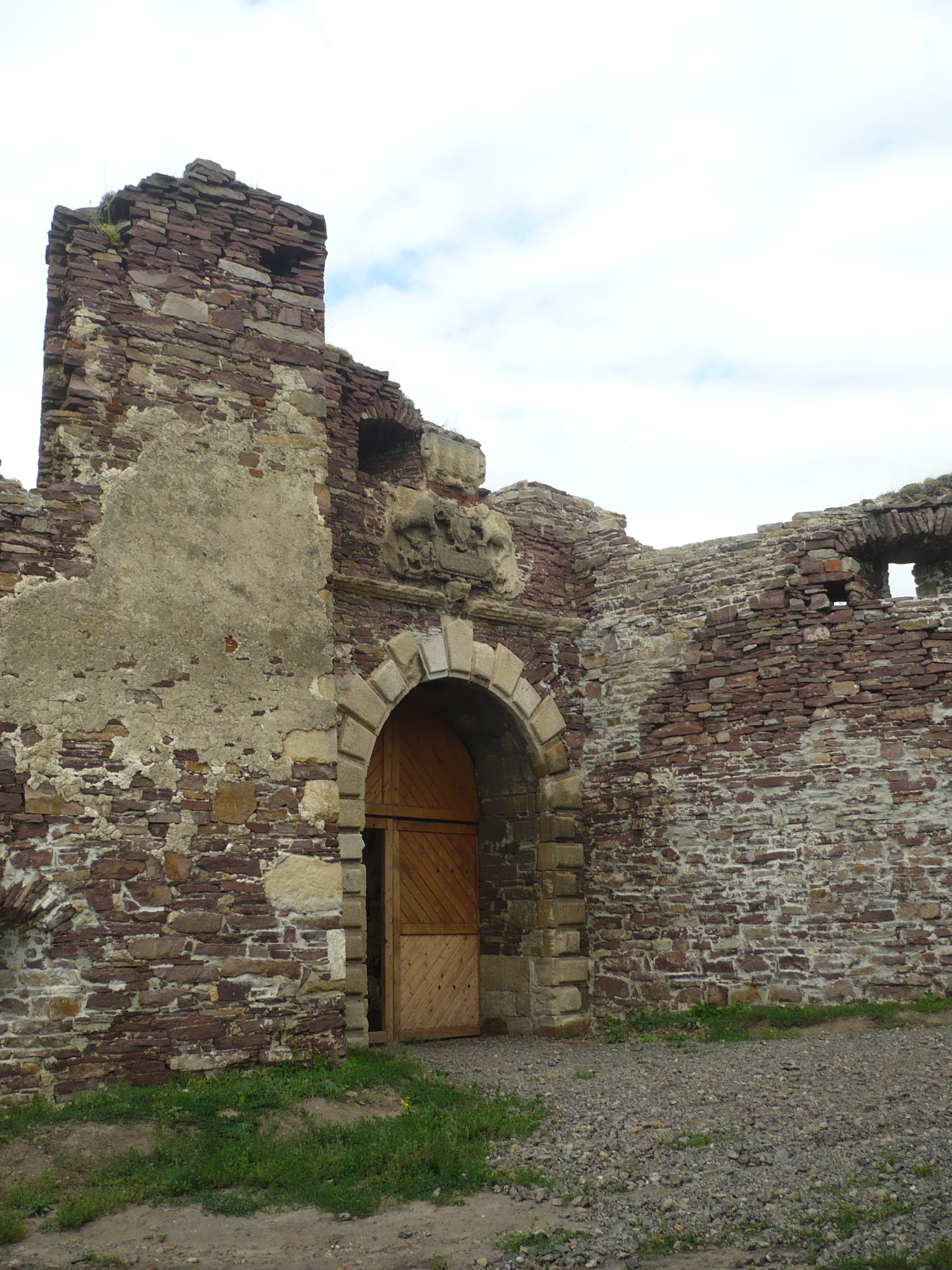
Podzameczek.Zamek
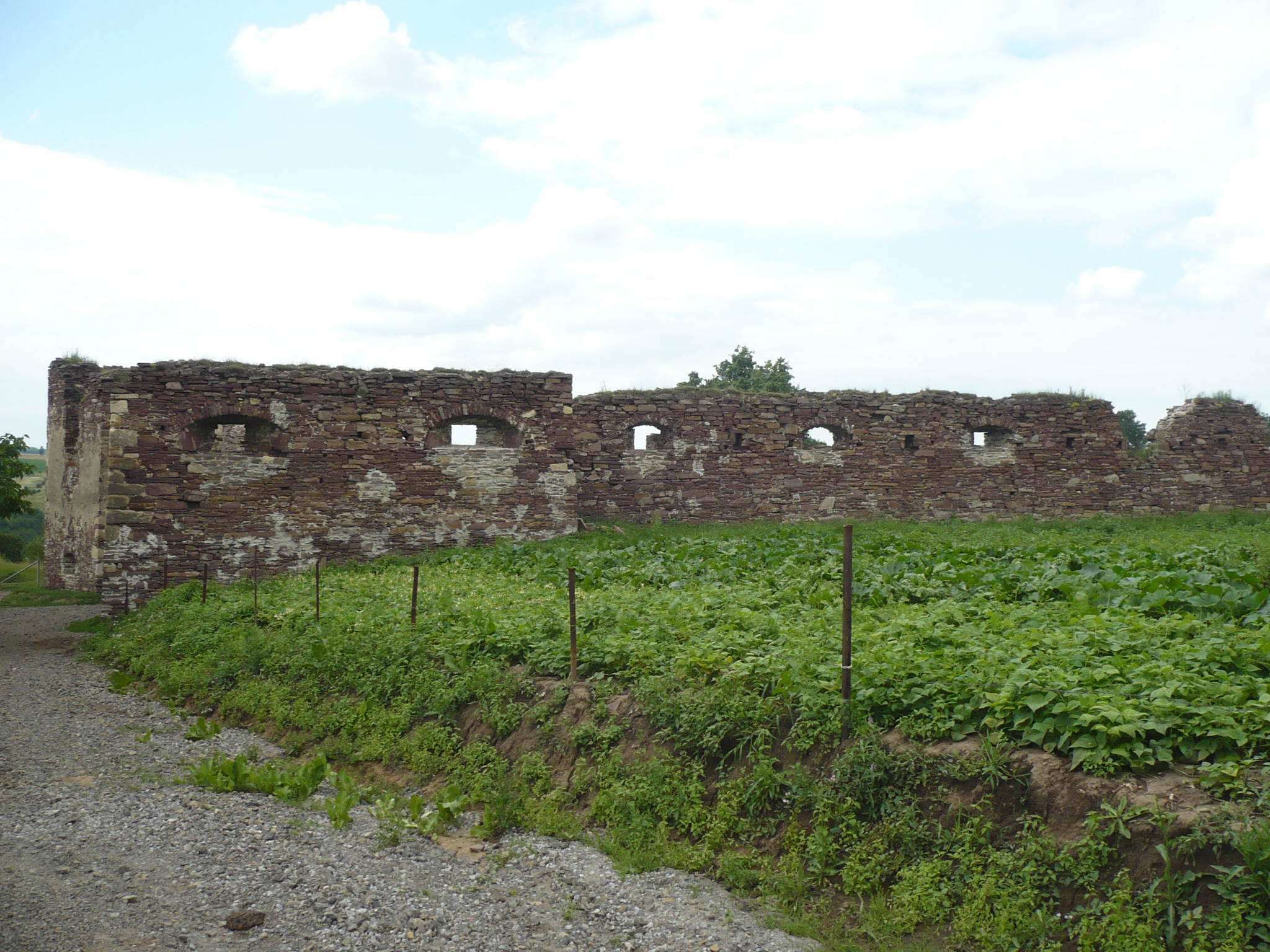
Podzameczek.Zamek
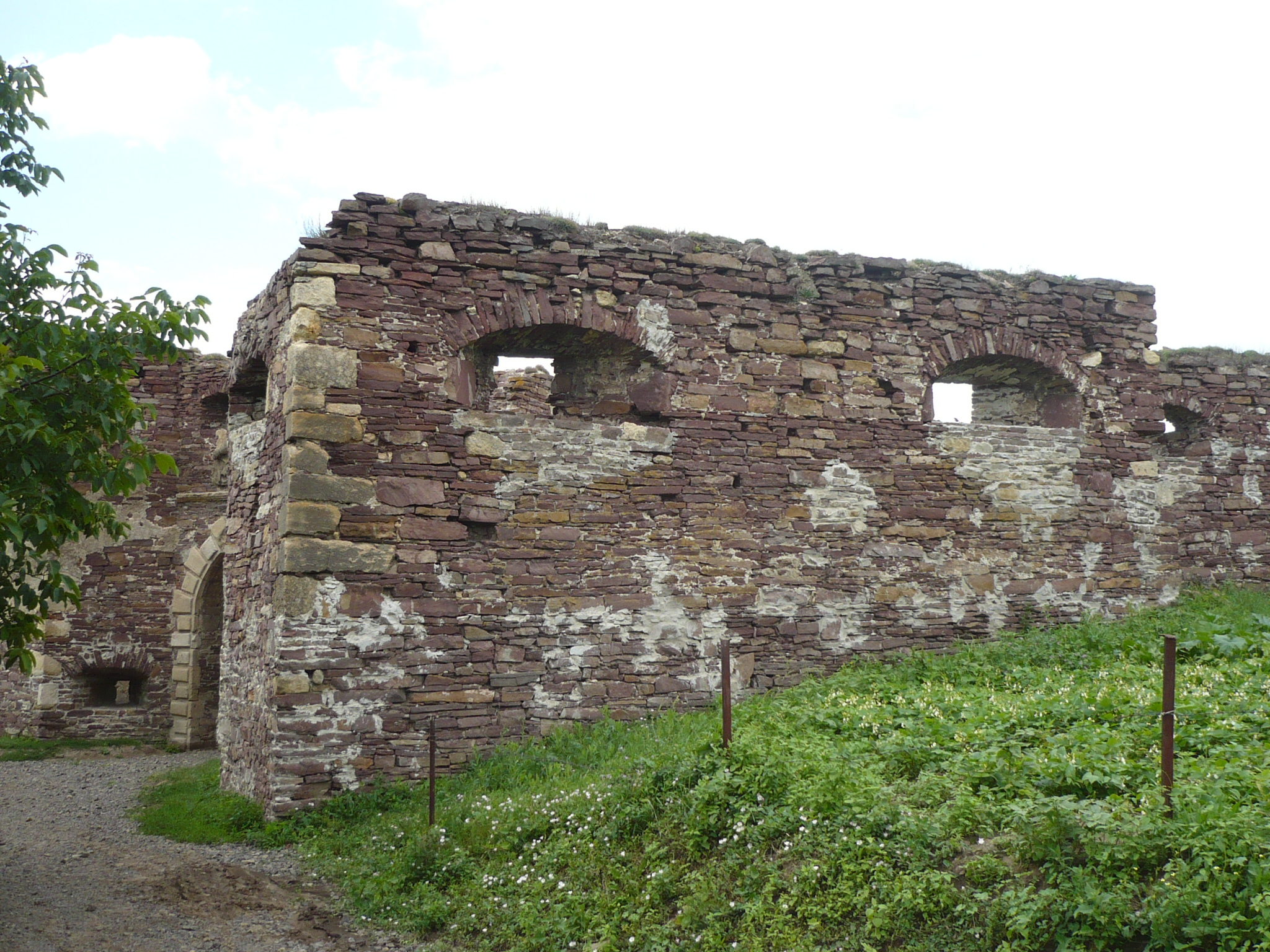
Podzameczek.Zamek
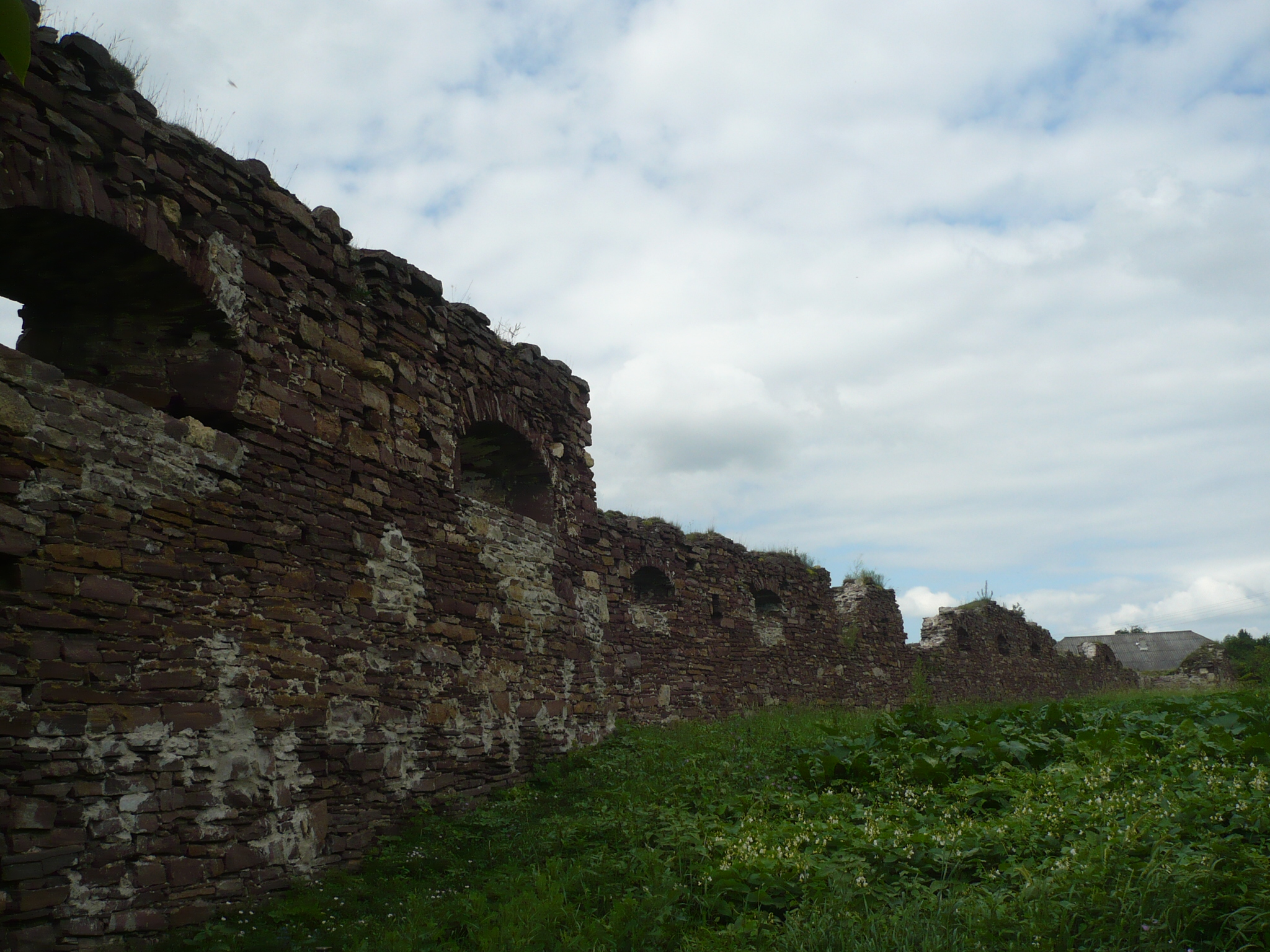
Podzameczek.Zamek
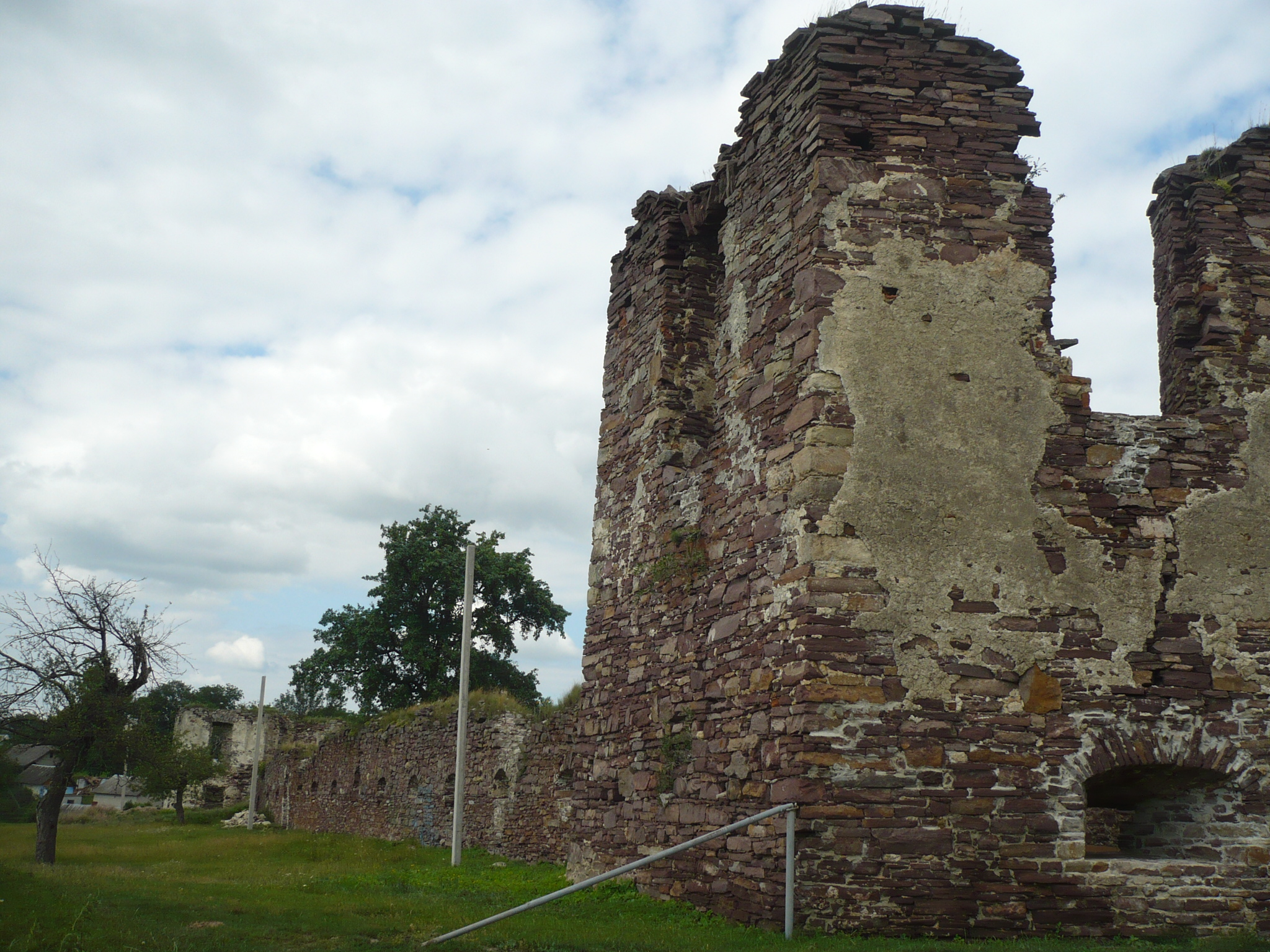
Podzameczek.Zamek
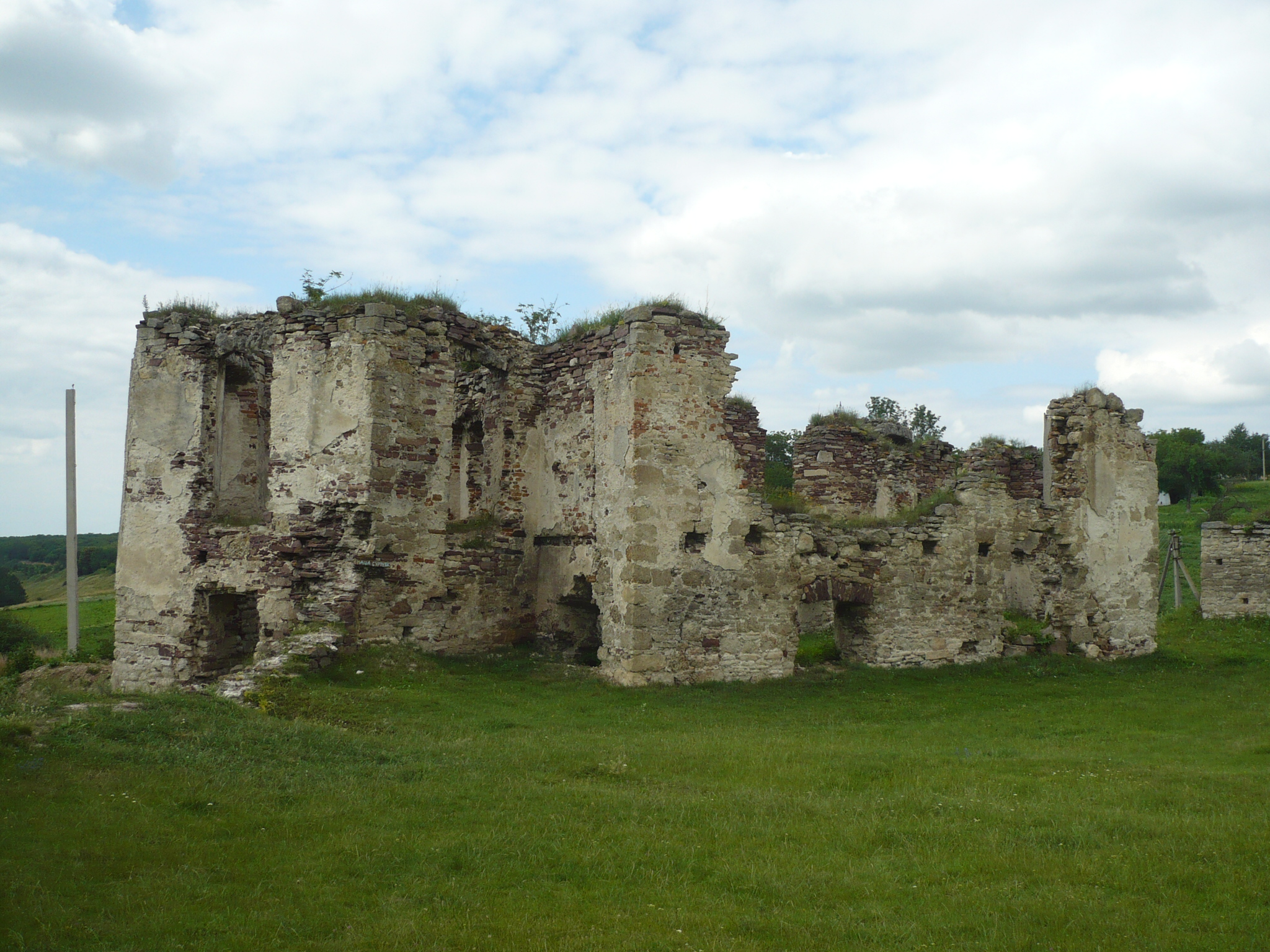
Podzameczek.Zamek
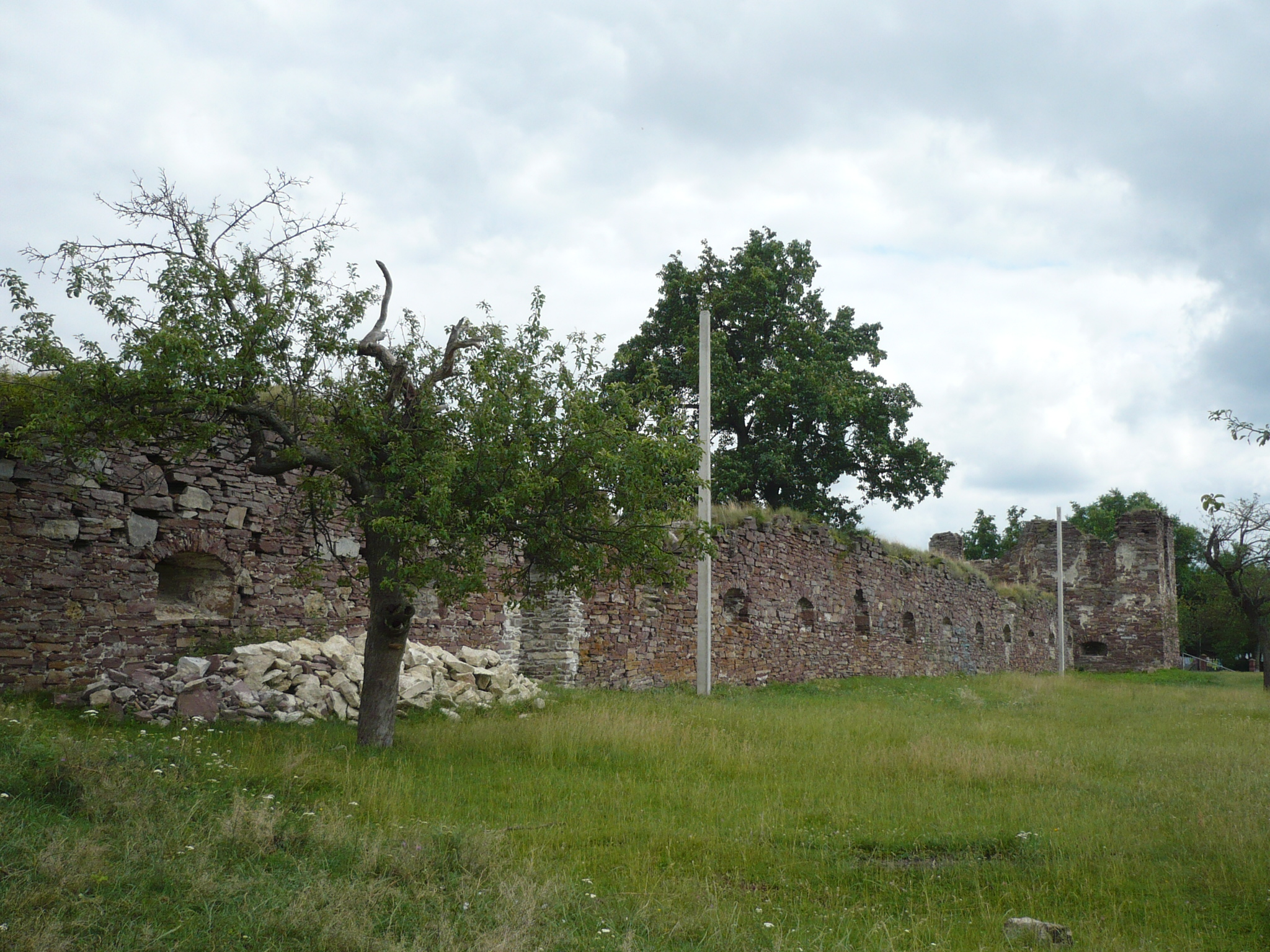
Podzameczek.Zamek
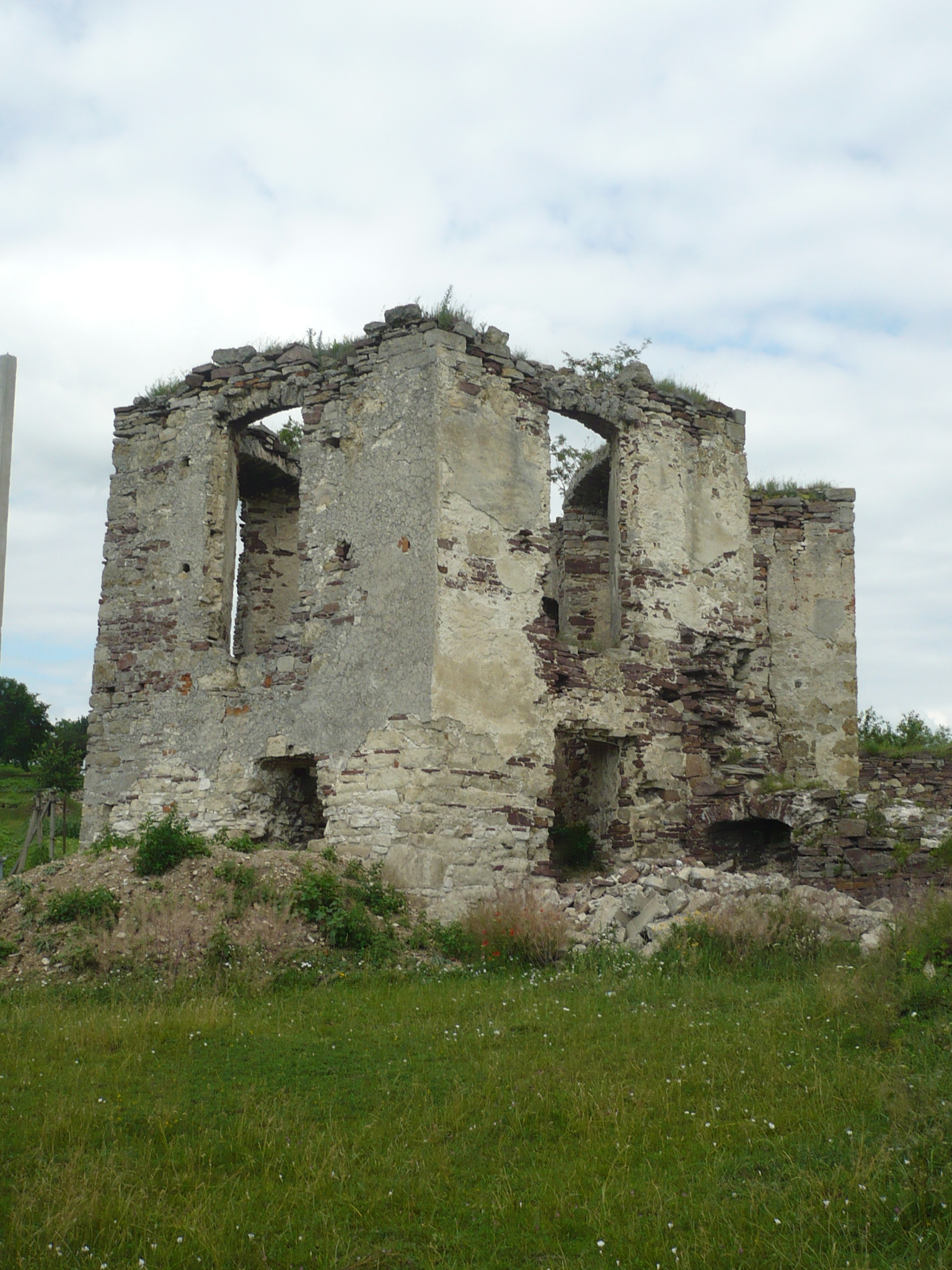
Podzameczek.Zamek
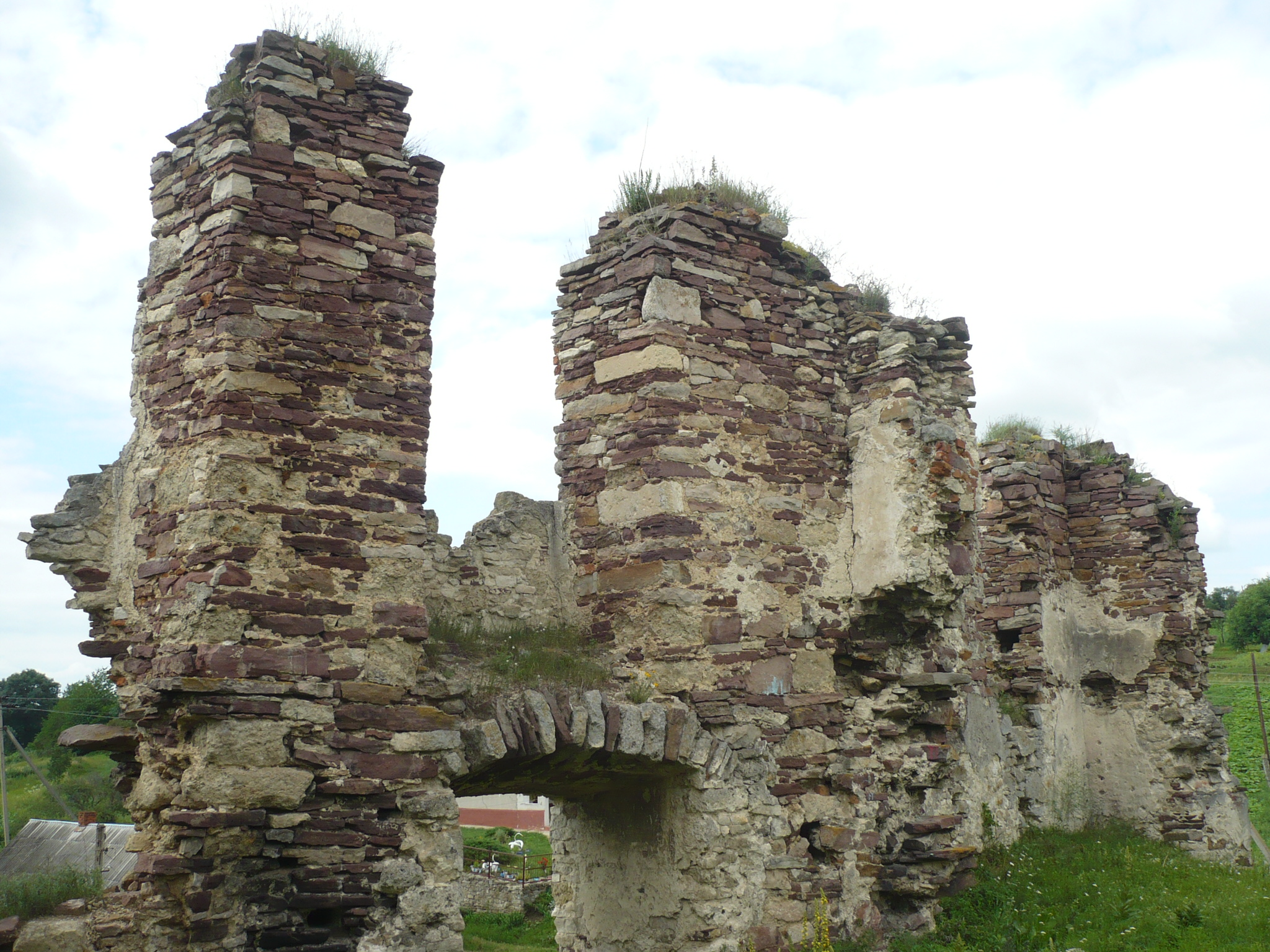
Podzameczek.Zamek
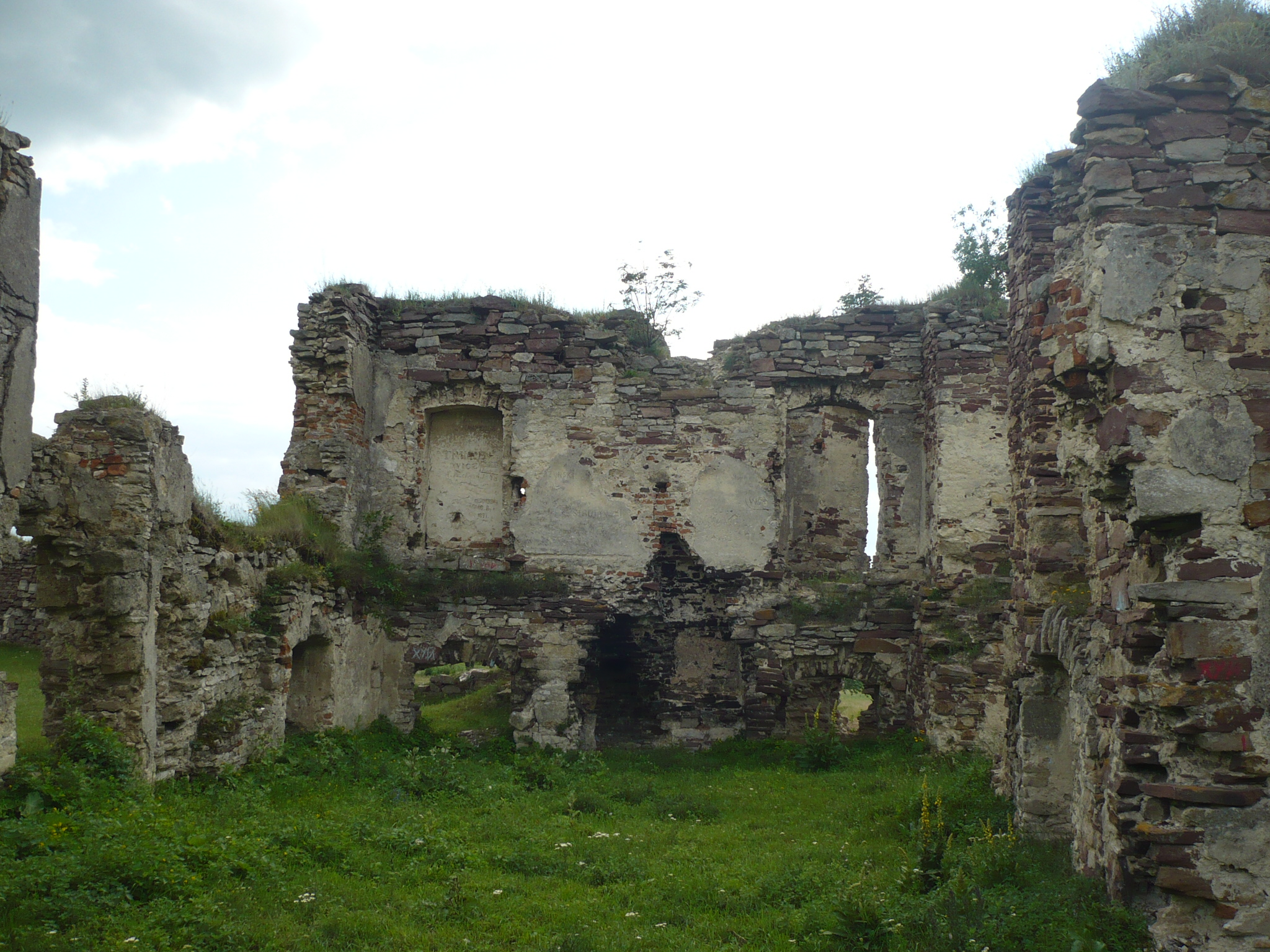
Podzameczek.Zamek
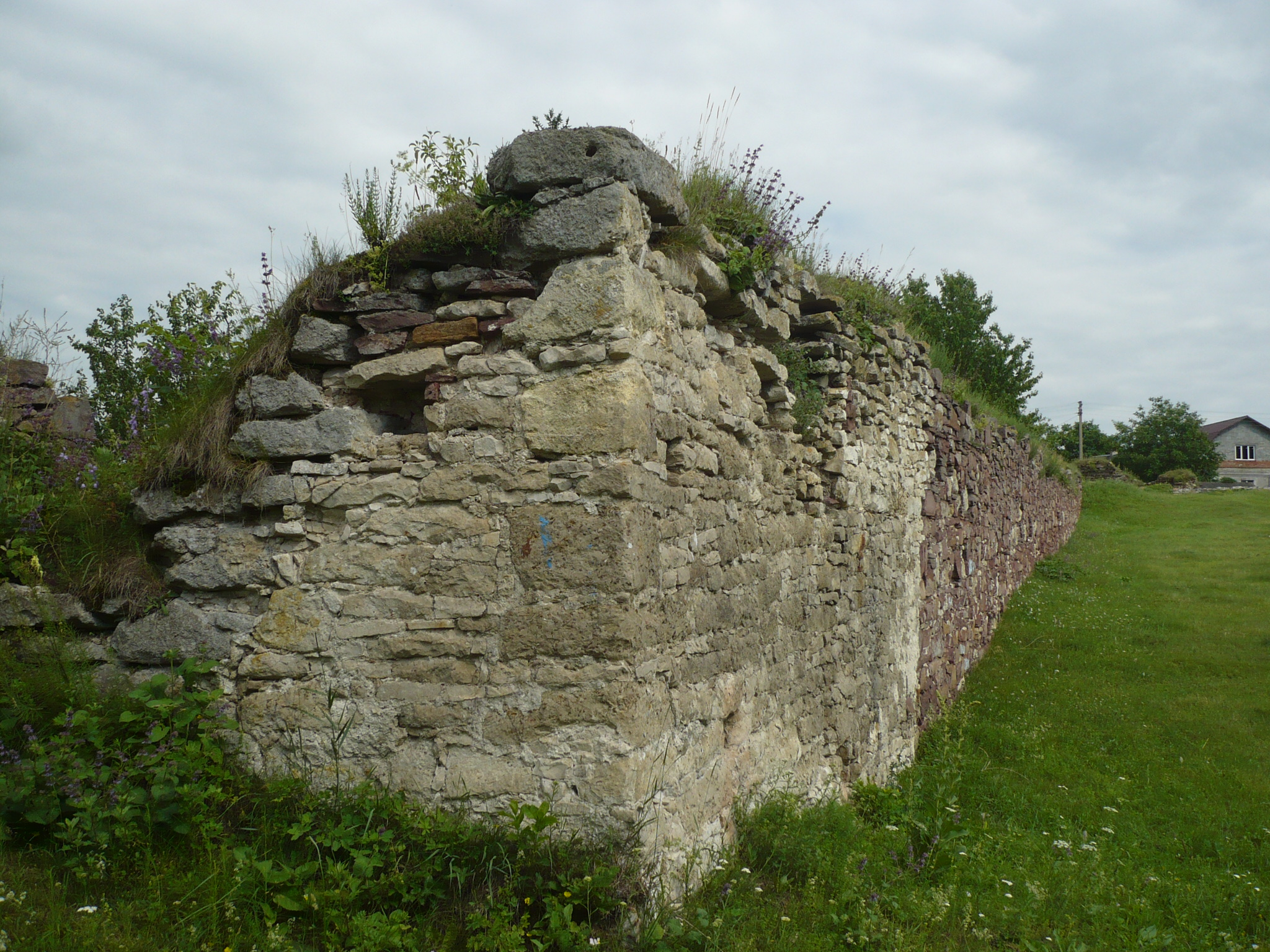
Podzameczek.Zamek
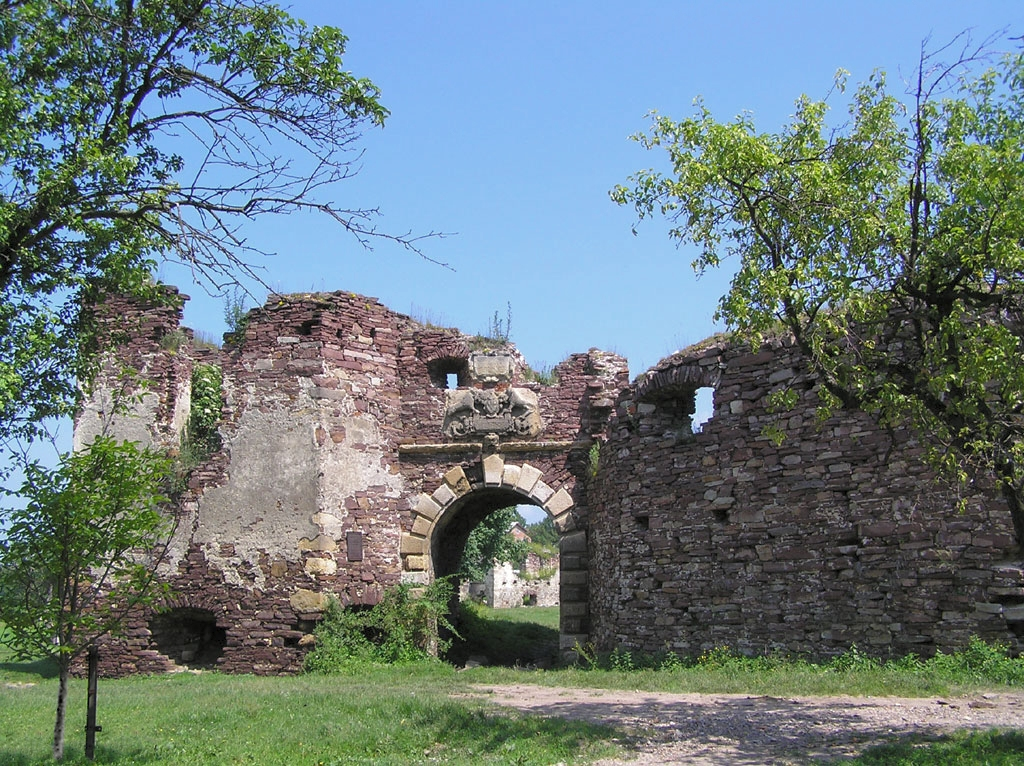
Podzameczek.Zamek
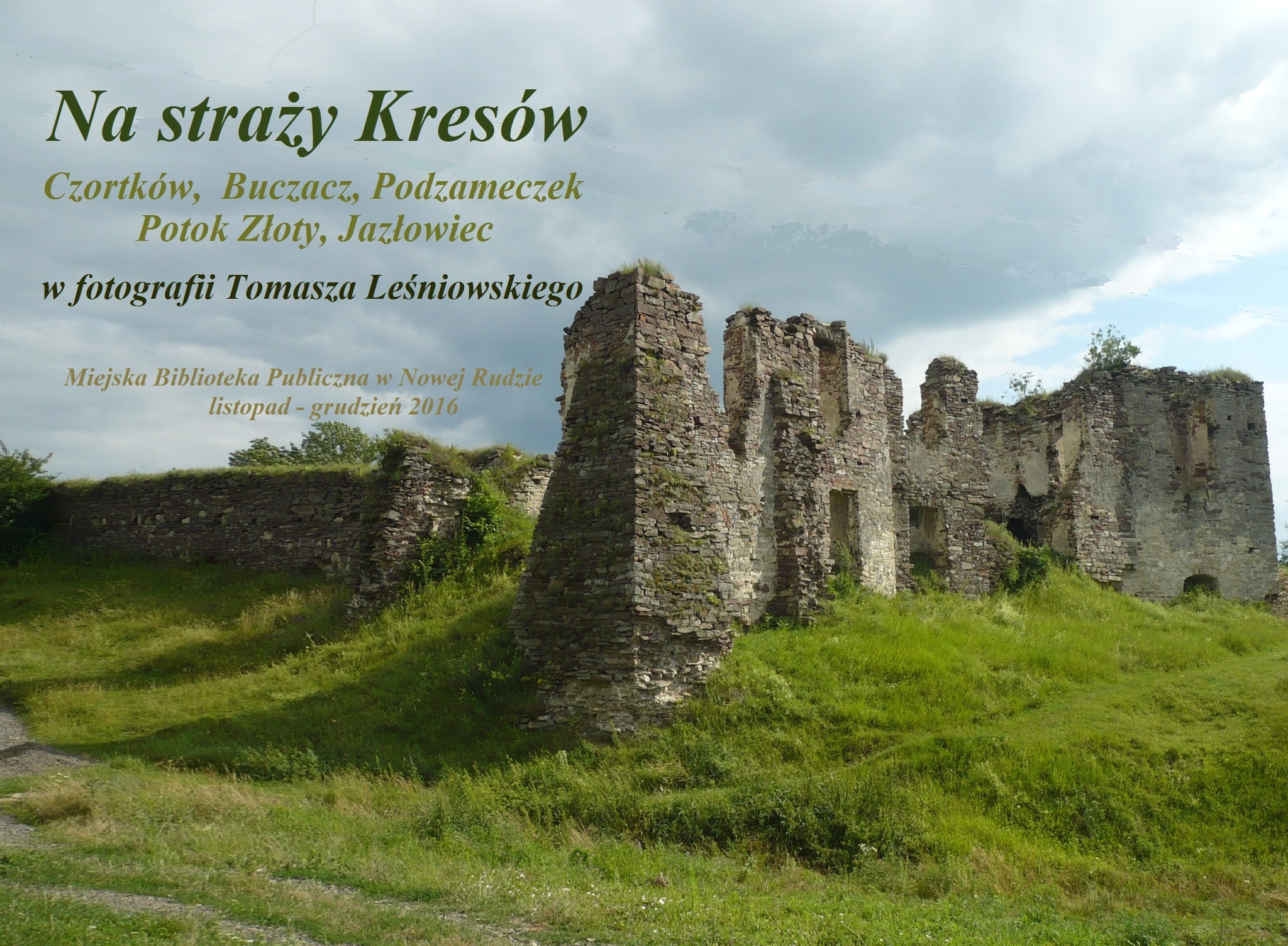
Zdjęcie Zamku w Podzameczku na plakacie